# 尼福爾海姆
尼福爾海姆（Niflheim）。在北歐神話中，其義為「霧之國」（Mist-home）。是個終年充滿濃霧，寒冷的地區。當世界出現之初，位在金倫加鴻溝的北邊末端。和尼福爾海姆隔鴻溝相對的是「火之國」穆斯貝爾海姆（Muspelheim）。
有時候，尼福爾海姆又被稱為海姆冥界（Helheim），意思就是「海拉的家」（Home of Hel），也就是「地獄」。由洛基（Loki）的女兒海拉（Hel）所統治的死亡之國，只有亡者的靈魂會來到這裡。至於尼福爾海姆與海姆冥界的分別則是模糊不清的。

## 在大眾文化中

### 电子游戏
- 線上遊戲《仙境傳說》（RO）中的地圖──尼芙菲姆。
- 線上遊戲《新瑪奇英雄傳》中的地圖ー庫漢的副本(尼福爾海姆)。
- 遊戲《最終幻想VII》中的村莊，克勞德‧史特萊夫的故鄉。
- 遊戲《最終幻想XV》中的國度，反派角帝國宰相艾汀的所屬國家。
- 《刀劍神域》中《ALfheim Online》的地圖幽茲海姆。
- 《假面騎士鎧武》中怪人異域者棲身的異世界。
- 《Cytus》中第六章The Lost的曲目，於3.0.1版加入。
- 遊戲《戰神》中，作為可供探索的遊戲地圖之一。
- 遊戲《戰神：諸神黃昏》之中，作為可供探索的遊戲地圖之一。
- 遊戲《刺客教條：維京紀元 被遺忘的傳奇（英语：Assassin's Creed Valhalla#The_Last_Chapter）》之中，作為可供探索的遊戲地圖之一。